# Ольховка (приток Косы)
Ольховка — река в России, протекает по Юрлинскому району Пермского края. Устье реки находится в 128 км по правому берегу реки Коса. Длина реки составляет 14 км.
Исток реки в лесах в 6 км к северо-востоку от деревни Чугайнов Хутор и в 32 км к северо-востоку от села Юрла. Река течёт на север по ненаселённому заболоченному лесу, в низовьях протекает болото Дикой-ты. Впадает в боковую старицу Косы в 5 км к юго-западу от деревни Усть-Онолва (Маратовское сельское поселение).

## Данные водного реестра
По данным государственного водного реестра России относится к Камскому бассейновому округу, водохозяйственный участок реки — Кама от истока до водомерного поста у села Бондюг, речной подбассейн реки — бассейны притоков Камы до впадения Белой. Речной бассейн реки — Кама.
Код объекта в государственном водном реестре — 10010100112111100002614.